# NGC 147
NGC 147 (другие обозначения — DDO 3, UGC 326, MCG 8-2-5, ZWG 550.6, PGC 2004) — карликовая сфероидальная галактика в созвездии Кассиопеи, находящаяся на расстоянии 2,2 миллиона световых лет. Является членом Местной группы и спутником Туманности Андромеды (M31). Гравитационно связана с галактикой NGC 185, другим карликовым спутником M31. Относительно яркий объект, может наблюдаться в любительские телескопы.
Принадлежность NGC 147 к Местной группе была подтверждена в 1944 году Вальтером Бааде, разрешившим галактику на отдельные звёзды с помощью 100-дюймового (2,5 метрового) телескопа обсерватории Маунт-Вильсон (США, Калифорния).
Этот объект входит в число перечисленных в оригинальной редакции «Нового общего каталога».